# 皮里圖 (法爾孔州)
11°21′58″N 69°8′14″W / 11.36611°N 69.13722°W
皮里圖（西班牙語：Píritu）是委內瑞拉的城鎮，位於該國西北部法爾孔州，是皮里圖市的首府，主要經濟活動有農業、漁業和牧牛業，2011年該城鎮人口10,834。